# 大友氏継
大友 氏継（おおとも うじつぐ）は、南北朝時代・室町時代の武士。豊後国大友氏の第9代当主。
応安元年/正平23年（1368年）、父氏時が死去すると、氏継が大友氏の家督を継ぐ。当時の九州は南朝の勢力が盛んであり、氏継もそれに抵抗できず南朝方に味方する。弟の親世は北朝方に残り、同年のうちに当主となったため、大友氏は兄弟で争うことになった。